# Giorgio Furlan
Giorgio Furlan (* 9. März 1966 in Treviso, Italien) ist ein ehemaliger italienischer Radrennfahrer.
1986 gewann er als Amateur die Trofeo Gianfranco Bianchin. Furlan gehörte Anfang der 1990er Jahre zu den besten Profiradsportlern Italiens. Zu seinen größten Karriereerfolgen zählten Siege bei den Klassikern Flèche Wallonne 1992 und Mailand–Sanremo 1994 sowie bei den Etappenrennen Tour de Suisse 1992 und Tirreno–Adriatico 1994.

## Erfolge
1990
- Gran Premio Città di Camaiore
- Italienischer Meister – Straßenrennen

1991
- Coppa Bernocchi

1992
- Wallonischer Pfeil
- Giro di Toscana
- Gesamtwertung und eine Etappe Tour de Suisse

1993
- eine Etappe Tour de Suisse

1994
- Gesamtwertung und drei Etappen Tirreno–Adriatico
- Mailand-San Remo
- eine Etappe Tour de Romandie
- eine Etappe Settimana Internazionale Coppi e Bartali
- Trofeo Pantalica

1995
- eine Etappe Tour de Suisse
- eine Etappe Galicien-Rundfahrt

## Doping
Der Verdacht, dass Furlan in seiner Zeit beim Team Ballan EPO-Doping betrieben hatte, wurde später bestätigt. Seine Proben aus dem Jahr 1995 wiesen einen Hämatokritwert von 51 auf.